# Fältregemente
Fältregemente var en tidigare benämning på de svenska infanteriregementenas krigsförband och föregångare till brigadorganisationen och tillkom genom 1941 års krigsorganisation och som sedan fastställdes i 1942 års försvarsbeslut. 

## Historik
I 1634 års regeringsform fastställdes den svenska regementsindelningen, där det angavs att armén skulle bestå av 28 regementen till häst och fot, med fördelningen av åtta till häst och 20 till fot. De indelta och roterande regementena namngavs efter län eller landskap, medan de värvade regementena uppkallades efter sin chef. Regeringsformen angav Upplands regemente som det första i ordningen. Dock blev det ett nummer som aldrig användes, annat än för att ange regementets plats, enligt den då gällande rangordning. Rangordningen kom dock att börja halta och skapa luckor efter freden i Fredrikshamn den 17 september 1809, då Finland tillföll Ryssland och de svenska regementen i Finland upplöstes. Därmed fanns det ett behov med att skapa ett nytt system. Under kronprins Karl Johans tid infördes 1816, efter fransk förebild, ett nytt numreringssystem, där de svenska regementen tillfördes ett officiellt ordningsnummer, till exempel № 21 Närkes regemente. Till grund för numreringen låg inte bara ett regementes status, utan också de svenska landskapens inbördes ordning, samt att Svealand, Götaland och Norrland skulle varvas. De lägsta ordningsnumren tilldelades "liv- och hus- trupperna". Dessa nummer hade dock ingenting med rangordningen att göra, vilket bland annat framgår av gamla förteckningar där infanteri- och kavalleriförband är blandade just med hänsyn till rang och värdighet.
I samband med 1914 års härordning, justerades 1914 samtliga ordningsnummer inom armén. För till exempel Kronobergs regemente innebar det att regementet blev tilldelad beteckningen I 11. Justeringen av beteckningen gjordes för att särskilja regementen och kårer mellan truppslagen, men även från deras eventuella reserv- och dubbleringsregemente, där huvudregementet till exempel hade beteckningen I 11 och reservregementet enligt 1914 års härordning hade beteckningen I 111. När fältregementena på nytt dubblerades i början av andra världskriget, erhöll dubbleringsregementet det ordinarie regementets nummer plus 30. Det vill säga fältregementena numrerades som till exempel Kronobergs regementets fältregementen, I 11 och I 41, samt det fredstida regementet som I 11 depå, för att särskilja det från krigsförbanden.
Med 1941 års krigsorganisation kom de stående infanteriregementena att omorganiseras till depåregementen, vilka sedan satte upp två fältregementen (ett huvudregemente samt ett dubbleringsregemente). Värmlands regemente (I 2), Gotlands infanteriregemente (I 18) och Norrbottens regemente (I 19) var tre regementen som ej satte upp något dubbleringsregemente. Skaraborgs regemente (I 9) tillsammans med Södermanlands regemente (I 10) omorganiserades till pansarregementen.
Dubbleringsregementet erhöll det ordinarie regementets nummer plus 30. Till exempel Svea livgarde (I 1) satte således upp ett dubbleringsregemente som fick beteckningen I 31. Regementena erhöll egna namn efter förbandets tradition eller från dess upptagningsområde. Till exempel Västernorrlands regementes (I 21) dubbleringsregemente I 51 fick namnet Ångermanlands regemente. Det fredstida regementet betecknades som till exempel I 21 depå, för att särskilja det från krigsförbandet.
Genom 1948 års försvarsbeslut övergick Krigsmakten till en brigadorganisation som var betydligt mer slagkraftig och starkare som förband. Totalt kom 35 infanteribrigader och pansarbrigader om 6.000 man vardera att organiseras åren 1949–1951, där man i viss mån övertog fältregementets namn och numrering. Till exempel fältregementet Livregementets grenadjärer (I 3) blev Livbrigaden (IB 3) och Nerikes regemente (I 33) blev Närkebrigaden (IB 33). En skillnad var dock att fältregementet Gästriklands regemente (I 14) blev Hälsingebrigaden (IB 44) och Hälsinge regemente (I 44) blev Gästrikebrigaden (IB 14). Det vill säga brigaderna byte både nummer och namn med varandra gentemot vad man innehaft som fältregemente. 

## Fältregementen
Nedan är en lista på de fält- och dubbleringsregementen som fanns under åren 1941–1949.
| Depå-förband | Regements nr | Fältregemente                     | Regements nr | Dubbleringsregemente          | Aktiva    | Garnisonsort |
| ------------ | ------------ | --------------------------------- | ------------ | ----------------------------- | --------- | ------------ |
| I 1 depå     | I 1          | Svea livgarde                     | I 31         | Stockholms infanteriregemente | 1942–1949 | Stockholm    |
| I 2 depå     | I 2          | Värmlands regemente               |              |                               | 1942–1949 | Karlstad     |
| I 3 depå     | I 3          | Livregementets grenadjärer        | I 33         | Närkes regemente              | 1942–1949 | Örebro       |
| I 4 depå     | I 4          | Livgrenadjärregementet            | I 34         | Östgöta infanteriregemente    | 1942–1949 | Linköping    |
| I 5 depå     | I 5          | Jämtlands fältjägarregemente      | I 35 *       | Härjedalens regemente         | 1942–1949 | Östersund    |
| I 6 depå     | I 6          | Norra skånska infanteriregementet | I 36         | Kristianstads regemente       | 1942–1949 | Kristianstad |
| I 7 depå     | I 7          | Södra skånska infanteriregementet | I 37         | Malmöhus regemente            | 1942–1949 | Ystad        |
| I 8 depå     | I 8          | Upplands regemente                | I 38         | Roslagens regemente           | 1942–1949 | Uppsala      |
| I 11 depå    | I 11         | Kronobergs regemente              | I 41         | Blekinge regemente            | 1942–1949 | Växjö        |
| I 12 depå    | I 12         | Jönköpings-Kalmar regemente       | I 42         | Norra Smålands regemente      | 1942–1949 | Eksjö        |
| I 13 depå    | I 13         | Dalregementet                     | I 43 *       | Kopparbergs regemente         | 1942–1949 | Falun        |
| I 14 depå    | I 14         | Hälsinge regemente                | I 44 *       | Gästriklands regemente        | 1942–1949 | Gävle        |
| I 15 depå    | I 15         | Älvsborgs regemente               | I 45         | Västgöta regemente            | 1942–1949 | Borås        |
| I 16 depå    | I 16         | Hallands regemente                | I 46         | Varbergs regemente            | 1942–1949 | Halmstad     |
| I 17 depå    | I 17         | Bohusläns regemente               | I 47         | Göteborgs regemente           | 1942–1949 | Uddevalla    |
| I 18 depå    | I 18         | Gotlands infanteriregemente       |              |                               | 1942–1949 | Visby        |
| I 19 depå    | I 19         | Norrbottens regemente             |              |                               | 1942–1949 | Boden        |
| I 20 depå    | I 20         | Västerbottens regemente           | I 50         | Lapplands regemente           | 1942–1949 | Umeå         |
| I 21 depå    | I 21         | Västernorrlands regemente         | I 51         | Ångermanlands regemente       | 1942–1949 | Sollefteå    |
| A 1 depå     | A 1          | Svea artilleriregemente           | A 21         | Upplands artilleriregemente   | 1940–1949 | Stockholm    |
| A 2 depå     | A 2          | Göta artilleriregemente           | A 22         | Bohus artilleriregemente      | 1940–1949 | Göteborg     |
| A 3 depå     | A 3          | Wendes artilleriregemente         | A 23         | Skånes artilleriregemente     | 1940–1949 | Kristianstad |
| A 4 depå     | A 4          | Norrlands artilleriregemente      | A 24         | Medelpads artilleriregemente  | 1940–1949 | Östersund    |
| A 5 depå     | A 5          | Norrbottens artilleriregemente    | A 25         | Namn saknas                   | 1940–1949 | Boden        |

- = Fältregementets arkiv ingår i Dalregementets arkiv, Krigsarkivet. [4]